# Pierre aux Cent Têtes
La Pierre aux Cent-Têtes est un ensemble de deux rochers supersposés situé dans la forêt de Montaiguillon à Louan-Villegruis-Fontaine en Seine-et-Marne.

## Description
La pierre est en grès. C'est un vestige de l'érosion des grès formés dans les sables de Fontainebleau, vers 30 à 35 millions d'années. L'ensemble sableux avait été protégé par un plateau de grès, qui fut exploité jusqu'au début du XXe siècle. Les figures dessinées naturellement par l'érosion ont pu donner dans l'imaginaire collectif l'idée d'un rocher sculpté. Ce rocher n'est pas un mégalithe.

## Sources
- La Pierre aux Cent-Têtes sur louan-villegruis-fontaine.fr